# ロリ郡
ロリ郡（ロリぐん、インドネシア語: Kecamatan Loli）は、インドネシアの東ヌサ・トゥンガラ州西スンバ県の郡。スンバ島西部に位置する。郡都はドカ・カカ村（Doka Kaka）。人口は43,100人（2025年）。
2020年、Soba Wawi村にGollu Potto宗教観光公園に巨大なイエス・キリスト像が完成した。3年の歳月をかけて造られたイエス像はスンバ島で最も大きく、県庁所在地のワイカブバックを見渡すことができる。

## 歴史

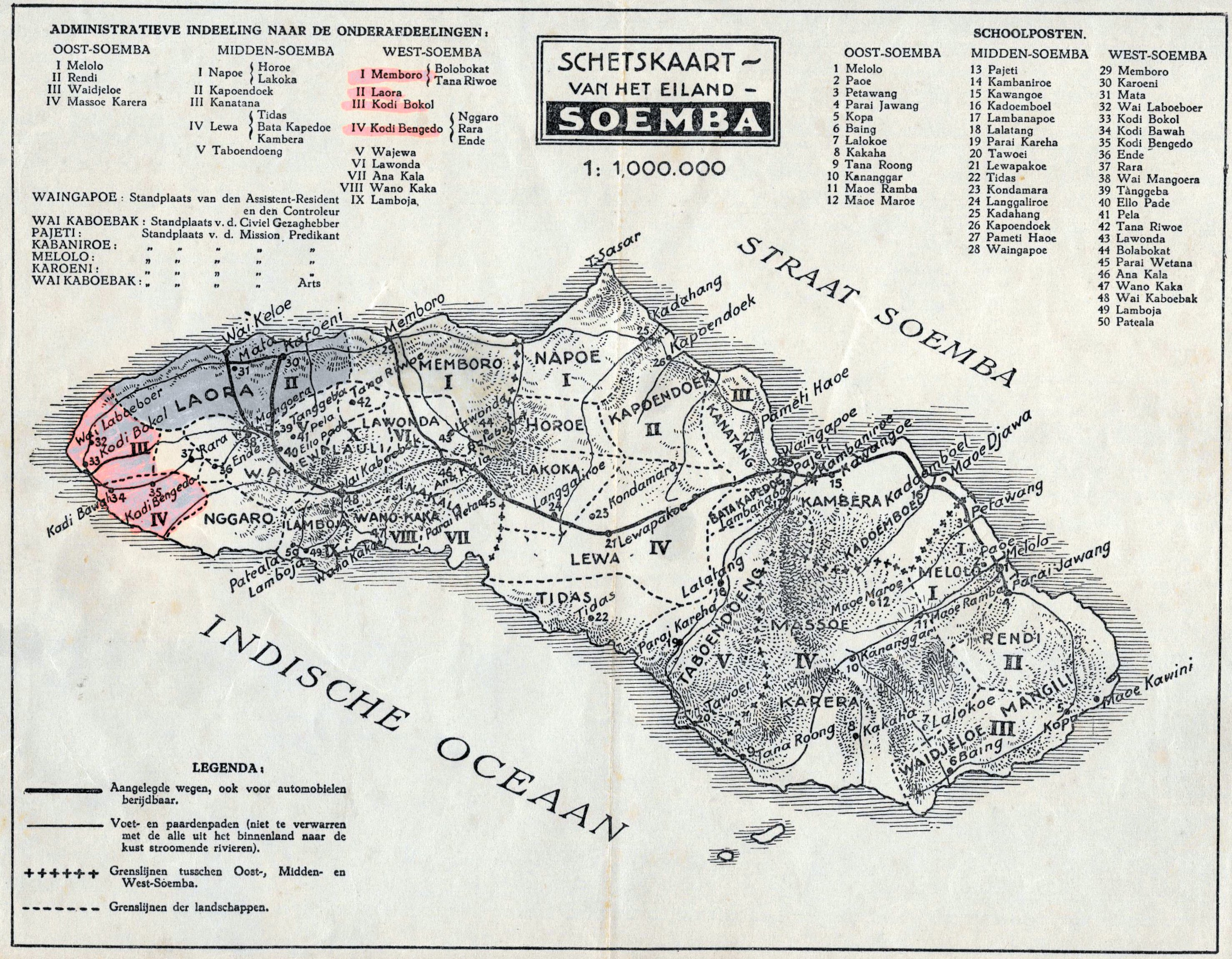
1927年のスンバ島の地図。西側の内陸部にLAULIと表記されている

現在のロリ郡からワイカブバックにかけての地域にはロリ族が居住しており、ラウリ（Lauli）とも呼ばれていた。
植民地となる前はkabihuと呼ばれる集団が形成され、婚姻や儀式的な紛争を通じて互いの関係を維持していた。中でもロリ族と南西スンバ県ウェウェワ郡に居住するウェウェワ族（Wewewa）は良好な関係にあり、土地を巡る争いの歴史はあるものの、両者の結びつきは非常に強く1992年に発生した暴力事件は平和的に収束した。
1998年10月24日から始まった公務員の汚職に反対するデモは暴動に発展し、やがて民族紛争に変貌した。ロリ系の住民がウェウェワ族の集落を襲撃すると、ウェウェワ族は2千人から成る報復部隊を組織し、11月5日にロリ郡内の集落を多数焼き討ちした。一連の戦闘で公式には891戸の家屋が破壊され、26人が死亡したとされているが、実際の死傷者はこれよりもはるかに多かったと推定されている。その後、2005年6月の西スンバ県選挙では両者の候補者が平和的に選挙に参加したことから、「和解の象徴」と呼ばれている。

## 文化
郡ではマレー・ポリネシア語派に属するカンベラ語の方言であるロリ語が話されている。ロリ語は他の方言（例えばアンカラング語）と組み合わさることで、「祖先の言葉（li marapu）」と呼ばれる特別なレジスターとなる。このレジスターは結婚、祈祷、葬儀など儀式で用いられる。
2021年時点でロリ郡には多数のスンバ島の伝統的な家屋が残っている。家は防衛のために丘の上に建てられている
ドカ・カカ周辺にはバンガ人（Bangga）が住んでいる。地元の民話によると、この地域の人類は天と地の汗が混ざり合って創造されたと伝えられている。太陽と月の裏側にはGori Dappa Dadaと呼ばれる器が存在し、そこからこぼれ落ちた2滴の汗が最終的に男女の人類となったと信じられている。
ロリ郡の住民はキリスト教やイスラム教を信仰しているが、一方でスンバ島の民族宗教であるマラプも継承している。マラプには死者崇拝やアニミズムの特徴が見られ、伝統的に各村は毎年Wulla Podduと呼ばれる儀式を行う義務がある。
集落はpodduと呼ばれる小さなカンポンに分けられ、住民はkabisuと呼ばれる伝統的な氏族制度の影響を受ける。kabisu制度は出生地に基づいて社会関係を構築するもので、同じ村の住民は基本的に同一の祖先の子孫と見做される。都市化と国内移住により別の地域へ移る住民も現れたが、彼らはそれでもなお強力なアイデンティティを維持している。

## 行政区画
ロリ郡には9つの村（デサ）と5つの区（クルラハン）で構成される。人口は2023年。
1. Dede Kadu村（3,725人）
2. Wee Karou区（4,939人）
3. Soba Wawi区（4,654人）
4. Ubu Pede村（2,933人）
5. Bera Dolu村（2,948人）
6. ドカ・カカ村（Doka Kaka、2,250人）
7. Tana Rara村（1,360人）
8. Bali Ledo村（1,167人）
9. Loda Pare区（1,857人）
10. Wee Dabo区（2,367人）
11. Dira Tana区（3,589人）
12. Ubu Raya村（1,946人）
13. Tema Tana村（921人）
14. Manola村（892人）

## インフラストラクチャ
2023年時点で、ロリ郡には小学校22校、中学校13校、高校3校、専門学校2校、高等教育機関2校がある。
宗教施設はモスク・礼拝堂が3つ、プロテスタントの教会が19堂、カトリックの教会が17堂ある。
2023年時点のロリ郡の道路総延長は131.85キロメートルで、うちアスファルト舗装されているのは93.07キロメートルである。郡内にはBase transceiver stationが14か所設置されている。通信・デジタル省が2022年に実施したインターネット速度の調査によると、ロリ郡は辺境地域及び未開発地域では最速となる9.60Mbit/秒を記録した。なお同調査によると最も遅いのはマルク州西部セラム県Waimitalで、わずか106 kbit/秒であった。

### 健康
2023年時点で病院は1軒、Puskesmas（保健センター）が3軒、薬局が1軒ある。
ロリ郡ではマラリアが問題となっており、2004年には西スンバ県の公衆衛生問題で第1位に順位付けられた。乳幼児死亡率でも主要な部分を占めている。2005年の調査によると、ロリ郡の集落の人口の約25パーセントから30パーセントがマラリア検査で陽性反応を示し、その大半は10歳以下であったという結果が出ている。